# Hyrachyus
Hyrachyus (en llatí, 'similar a un damà') és un gènere extint de perissodàctil que visqué durant l'Eocè a Europa i Nord-amèrica. També se n'han trobat restes a Jamaica. És un parent proper de Lophiodon.

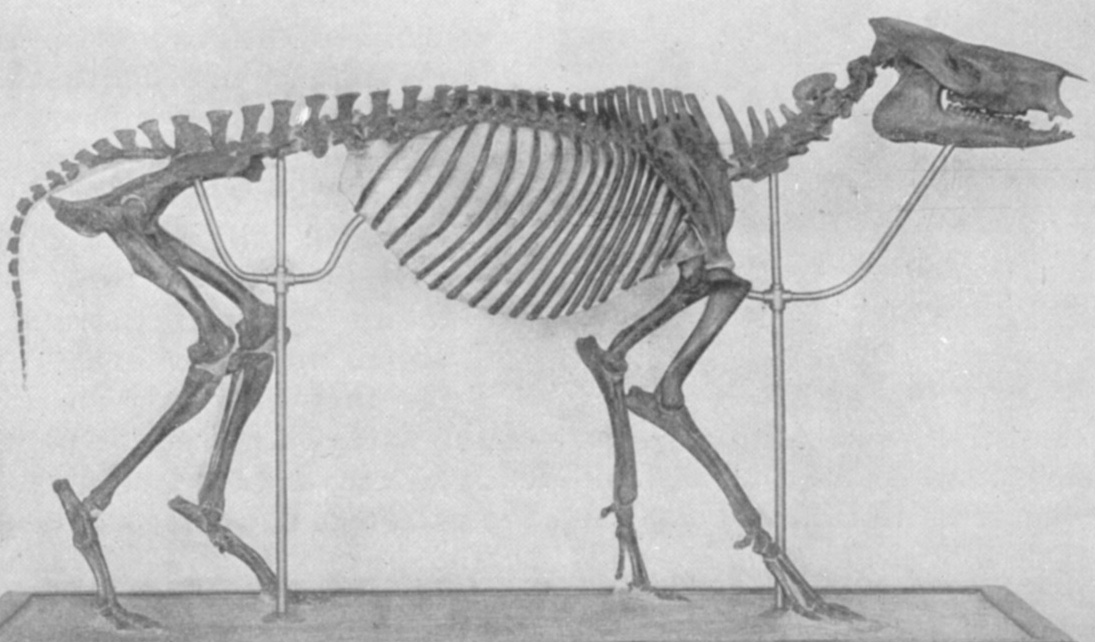
Esquelet de Hyrachyus

Aquest animal de 150 cm de llargada estava relacionat amb els paleotèrids i es creu que és l'avantpassat dels tapirs i rinoceronts d'avui en dia. El seu aspecte devia ser semblant al dels tapirs, tot i que probablement no tenia la probòscide típica d'aquests animals. Tanmateix, tenia les dents similars a les dels rinoceronts, apuntant a una relació amb ells.